# 大地 (小说)
《大地》（英語：The Good Earth）是諾貝爾文學獎獲得者、美國作家賽珍珠的長篇小說，於1931年出版。本作品1932年获得普利策小说奖，也是使作者1938年赢得诺贝尔文学奖的主要成就之一。

## 内容
中國安徽出生的貧苦農夫王龍，娶了地主黃家的奴才阿藍。阿藍並不美麗且沈默寡言，但是勤勤懇懇吃苦耐勞。因為娶了阿藍，王龍的經濟狀況有所好轉，還準備購買黃家的土地。後來有了孩子，但是因為乾旱的原因必須逃亡南城，王龍一家在南城通過乞討和當車夫才得以苟延殘喘。
南城也陷入戰亂，王龍從有錢人家裡偷了很多金銀珠寶。靠著這些不義之財，王龍一家回到了自己的故鄉。回來後，王龍通過努力，從沒落的黃家購買了土地，成了富豪。王龍終於忍受不了阿藍，娶了一名叫蓮華的女子作為第二夫人。